# Livkot Lekha
Livkot Lekha (Ebraico: לבכות לך; trad. Piangere per te), chiamata anche LaNetzah Ahi (Ebraico: לנצח אחי; trad. Per sempre mio fratello) è una canzone israeliana scritta da Aviv Geffen in memoria del suo amico Nir Shpiener, che morì tragicamente in un incidente d'auto nel 1992, all'età di 18 anni. Aviv e Nir erano soliti suonare insieme.
In seguito la canzone fu riutilizzata molte volte, spesso per ricordare la morte di giovani soldati, visto che il testo parla della prematura morte di qualcuno.
La canzone divenne molto celebre in Israele in seguito all'assassinio del Primo Ministro Israeliano Yitzhak Rabin, quando Aviv Geffen la cantò in sua memoria.